# Helm von Sutton Hoo
Der Sutton-Hoo-Helm, ein aus Bronze und Eisen gefertigter Maskenhelm, wurde 1939 vom Archäologen Basil Brown in einem Grabhügel bei Sutton Hoo in Ostengland entdeckt. Der Hügel enthielt eine angelsächsische Schiffsbestattung, die dem Kriegerfürsten Rædwald von East Anglia († 617 oder 625) zugeschrieben wird. Der Helm ist schüsselförmig gestaltet und mit Wangenklappen, Nackenschirm und einer Gesichtsmaske ausgestattet. Der Helm wurde in etwa 500 Einzelteile zerbrochen aufgefunden und im British Museum rekonstruiert.

## Beschreibung
Die Helmglocke ist schüsselförmig gestaltet und verfügt über einen Nackenschirm, Wangenklappen sowie eine Gesichtsmaske. Die gesamte Oberfläche ist mit quadratischen Platten bedeckt, die durch Metallleisten miteinander verbunden sind. Diese Platten sind mit figürlichen Darstellungen verziert, die in Treibarbeit gefertigt wurden. Die Abbildungen zeigen Krieger zu Fuß, zu Pferd und im Kampf, ebenso wie gefallene Feinde. Einige der dargestellten Krieger tragen Hörnerhelme.
Die Wangenklappen sind mit Scharnieren am Helm befestigt. Über die Scheitellinie verläuft eine breite Schiene, teilweise aus Gold, die etwa zwischen den Augenbrauen endet und in das Nasenstück übergeht. An beiden Enden der Schiene befinden sich Drachenköpfe. Die Nase, ebenfalls aus Gold gefertigt und graviert, ist mit zwei Löchern versehen, die dem Träger das Atmen unter dem Helm erleichtern. Über den Augenöffnungen sind metallene Augenbrauen angebracht, deren Enden in Keilerköpfen auslaufen. Diese Verzierungen dienten vermutlich als Symbol für Stärke und Mut. Die Gestaltung der Nase, der Augenbrauen und der Schiene über dem Helm lässt sich als stilisierte Darstellung eines Vogels interpretieren, der über den Helm fliegt.
Es wird angenommen, dass der Helm einst im Besitz von Rædwald von East Anglia († 617 oder 625), einem englischen Kriegerfürsten, war. Bei seiner Entdeckung war der Helm in etwa 500 Einzelteile zerbrochen und wurde von Restauratoren des British Museum rekonstruiert. Zusätzlich wurde eine genaue Kopie des Helms angefertigt.